# ایچیریکی چایا

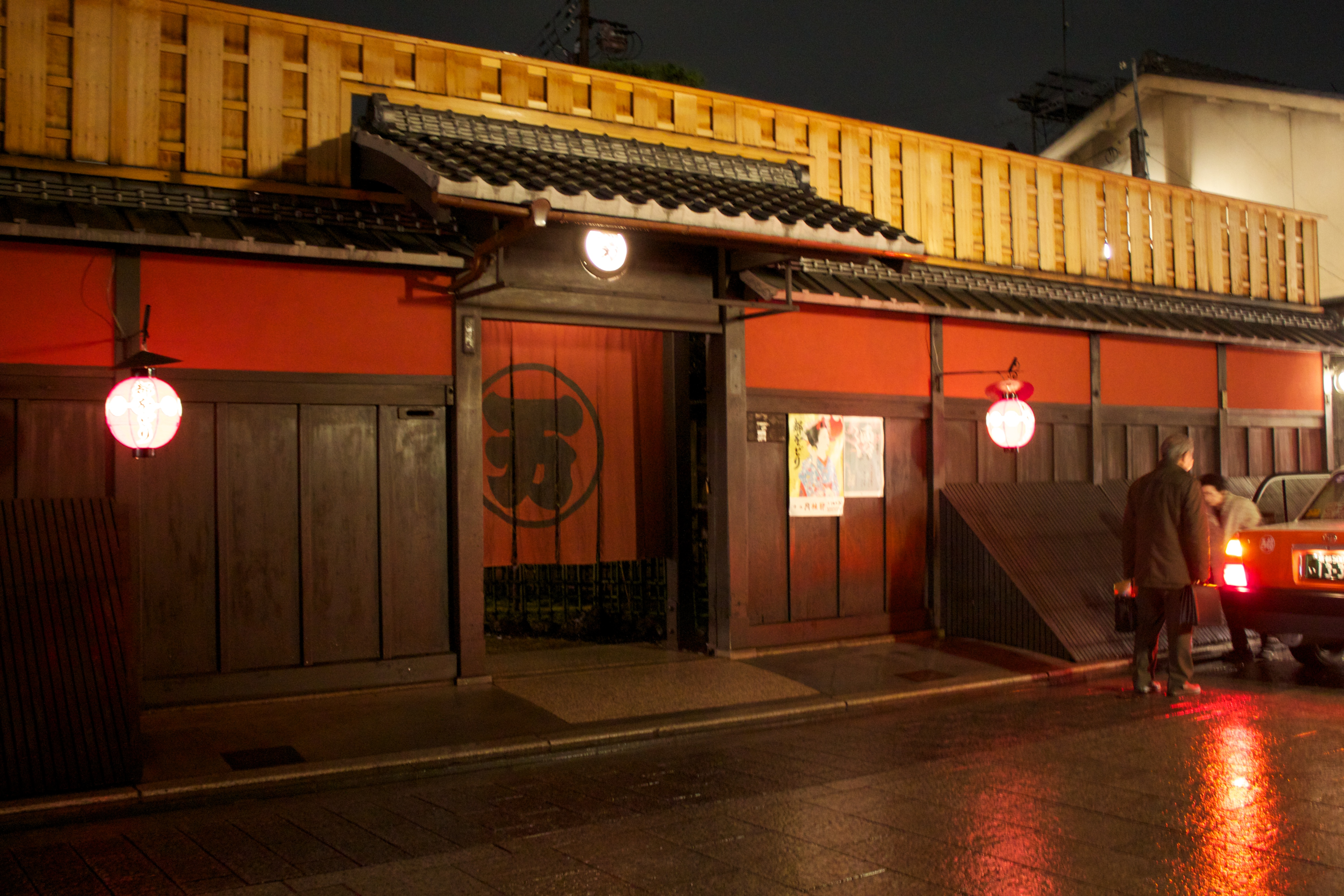

ایچیریکی چایا (به ژاپنی: 一力茶屋 Ichiriki Chaya) یک چایخانه تاریخی (اوچایا) در کیوتو در ژاپن است. یک مکان انحصاری و عالی محسوب می‌شود و دسترسی فقط با دعوت امکان‌پذیر است.  شهرت این چایخانه اغلب با رویداد چوشینگورا همراه است.

## ارتباط با چوشینگورا
رونین‌ها، به رهبری اوایشی کورانوسوکه، فهمیده بودند که آنها بخاطر اینکه گمان می‌رود که قصد دارند انتقام جویی کنند، تحت نظارت قرار دارند؛ بنابراین، آنها در تلاش برای منصرف کردن احزاب مشکوک و جاسوسان درباری، کورانوسوکه را به کیوتو فرستادند. کورانوسوکه شب‌های زیادی را در ایچیریکی چایا سپری کرد و به عنوان یک قمارباز و یک شراب خوار شهرت یافت.